# Alfred Znamierowski
Alfred Znamierowski (født 21. juni 1940, død 23. oktober 2019) var en polsk forfatter af heraldiske og vexillologiske bøger. Znamierowski var illustrator på Whitney Smiths Flags Through the Ages and Across the World (på dansk Den store flagbog: Alverdens flag gennem tiderne).
1. ↑  Navnet er anført på russisk og stammer fra Wikidata hvor navnet endnu ikke findes på dansk.
2. ↑  Navnet er anført på engelsk og stammer fra Wikidata hvor navnet endnu ikke findes på dansk.
3. ↑  Navnet er anført på engelsk og stammer fra Wikidata hvor navnet endnu ikke findes på dansk.
4. ↑  Navnet er anført på engelsk og stammer fra Wikidata hvor navnet endnu ikke findes på dansk.
5. ↑  Navnet er anført på tjekkisk og stammer fra Wikidata hvor navnet endnu ikke findes på dansk.
6. ↑  Navnet er anført på engelsk og stammer fra Wikidata hvor navnet endnu ikke findes på dansk.